# 陈德源大楼
陈德源大楼，位於新加坡红山，是新加坡中央医院建築群內的一棟歷史建築物，於2002年12月2日獲指定為国家古迹。

## 歷史
陈德源大楼與相鄰的医药学院大厦為新加坡醫學教育史的重要一環。它是新加坡首間醫學院的所在地，對培育本地西醫師有著不可或缺的地位。
陈德源大楼於1911年6月23日落成，由知名橡膠商人陳齊賢出資興建，大樓以其已故父親陈德源的名字所命名。陈德源是企業家陳篤生的兒子。

## 外部連結
- 新加坡卫生部
- 维基共享资源上的相關多媒體資源：陈德源大楼